# Дмитрий Карбишев
Дмитрий Михайлович Карбишев (14, (26) октомври 1880 г., Омск, Руска империя – 18 февруари 1945 г., Маутхаузен, Трети райх, сега Австрия) – руски и съветски фортификатор, най-големият съветски учен – военен инженер. Генерал-лейтенант от инженерните войски (1940). Доктор на военните науки (1941), професор (1938) на Академията на Генералния щаб на Червената армия. Член на ВКП(б) (1940). Герой на Съветския съюз (1946 г., посмъртно). Завършил Омския кадетски корпус.

## Биография

### Детство, младост, началото на военната служба
Дмитрий Михайлович Карбишев е роден на 14 (26) октомври 1880 г. в Омск в семейство на Кряшени (етноконфесионална група татари от поволжието и Урал): възпитаник на Сибирския кадетски корпус, ветеран от Кримската война, военен чиновник Михаил Илич Карбишев (1829 – 1892) и дъщерята на колегиален съветник от богатите омски търговци от втората гилдия Лузгин Александра Ефимовна Лузгина. Бащата е от родовите сибирски казаци – потомствени благородници Карбишеви от село Омск. [12][13] . За военна служба баща му е награден с ордени „Станислав“, „Анна“ III степен, медали. Когато най-големият син достига училищна възраст, Михаил Илич се оттегля от активна военна служба поради болест и се премества със семейството си в Омск, за да служи като военен чиновник на Сибирската казашка войска. Той има четирима сина и две дъщери (Дмитрий е най-малкият от децата). Първоначално Михаил Илич е помощник-счетоводител в Омск, а след това става пазач на солените езера Карасук: той се занимава с риболов в степите, добива сол и провежда геоложки проучвания. Занимава се с фотография. По-големите деца учат: Владимир – в Омската мъжка гимназия, дъщерите София и Евгения – в женската, а Михаил и Сергей – в Сибирския кадетски корпус. По-малкият Дмитрий е на 4 години, когато по-големият му брат завършва с отличие гимназията. Владимир мечтае да стане лекар. Когато Митя се разболява тежко от шарка, брат му го напуска. [14] . Благодарение на високо образована майка, Дмитрий от ранна детска възраст говори еднакво добре без акцент и мисли на литературен руски, татарски, френски и немски. На дванадесет години остава без баща, който умира през 1892 г. Децата са отгледани от болнава майка, която почти не излиза от къщата. Дмитрий, от друга страна, изчезва на улицата, където показва качествата на водач: под негово ръководство казаците строят крепости (през зимата от сняг, друг път от пръст) и ги щурмуват.
По-рано най-големият от братята Карбишеви, Владимир, е изпратен със стипендия от борда на Сибирската казашка армия да учи в медицинския факултет на Казанския университет. През 1887 г. е арестуван за участие в студентското революционно движение (от негова ръка е написано обръщение по повод опита за убийство на царя от А. И. Улянов и неговата група). Последва лишаване от свобода, изключване от университета. Полуобразованият лекар е идентифициран като обикновен казак в трети конен полк на Сибирската казашка армия. Но две години по-късно, когато е тежко болен от туберкулоза, той е освободен и се връща у дома. Той почива в отделението за превантивно задържане преди съдебен процес по време на посещение в Омск на престолонаследника в началото на 90-те години на 19 век.
Братовчедът на бъдещия генерал (синът на сестрата на баща му, леля Вера), Александър Дмитриевич Шайтанов, също преди това активно участва в революционното движение, е осъден, и служи за връзка в провинция Архангелск. Поради факта, че семейство Карбишеви е под надзора на полицейското управление, [15] [16] , Дмитрий не е приет в Сибирския кадетски корпус за народна просвета. На 6 септември 1891 г. той е кредитиран като „идващ срещу заплащане“. Това влошава и без това тежкото финансово положение на семейството: майката не иска да приеме помощта на богатите си кръвни роднини, защото вярва, че те са предали най-големия ѝ син, без да се опитат да го спасят (въпреки че всъщност не са имали такава възможност поради собствената им неблагонадеждност, която е разкрита след изземването на кореспонденцията на Владимир от полицията, а също и от страх да не навреди на бизнеса му, като направи опит да вземе арестувания под гаранция, очевидно обречен на провал). Дмитрий Карбишев редовно посещава занятия, става отличен ученик и две години по-късно е записан като пълноправен кадет. Сибирският кадетски корпус завършва през 1898 г. с отличие, първият сред завършилите, и е препоръчан за прием в Павловското училище, Михайловското артилерийско училище или Николаевското инженерно училище. Самият Дмитрий иска да влезе в Академията по изкуствата или в Института за строителни инженери, но семейството няма средства. Все още не приемали помощ от роднини, а вдовишката пенсия на майката едва стига за домакински разходи. Семейният съвет решава, че Дмитрий ще последва стъпките на баща си, ще стане военен, освен това в инженерна професия.
През 1898 г. е приет в Николаевското инженерно училище. По резултатите от приемните изпити той е 78-ми от 94, а по финалните изпити – вече 9-ти. През 1900 г., след като завършва колеж, той е изпратен да служи в 1-ви източносибирски сапьорен батальон, началник на кабелния отдел на телеграфната компания. Батальонът е дислоциран в Манджурия, а след това в село Славянка близо до Владивосток. През 1903 г. е произведен в подпоручик. Прекарва ваканцията си през 1903 г. в град Нагасаки. [17] [18] [19] .

### Руско-японска и Първа световна война
По време на Руско-японската война, като част от батальона, той укрепва позициите, установява комуникации, строи мостове и провежда разузнаване. Извършва подвиг в битката при Мукден. Но първата военна награда на офицер Карбишев – орден „Св. Владимир“ IV степен с мечове и лъкове – връчена е за битката при Вафангоу. Командвайки кабелния отдел на 4-та телеграфна рота на 1-ви Източносибирски инженерен батальон (предаване на сигнал с помощта на хелиографски инсталации ), той извежда 60 военнослужещи с оборудване и оръжие от обкръжението. [20] . Завършва войната с пет бойни ордена и три медала с чин подпоручик. [21] [22] .
През 1906 г. по обвинение в агитация сред войниците (както е документирано, но явно само за неинформация – той никога не е информирал никого през целия си живот) е заплашен от военен съд и екзекуция, в най-добрия случай – затвор. Но офицерският съд на честта не позволява храбрият военен да бъде предаден на палачите. С решение на съда на честта се уволнява от военна служба в запаса. Живее във Владивосток, занимава се с рисуване.
На 27 октомври 1906 г. Алиса Карловна Троянович-Пиотровская и Дмитрий Михайлович Карбишев се венчават в църквата „Св. Николай“ в Николск-Усурийски.
През 1907 г. се връща на военна служба, служи във Владивосток в новосформирания крепостен инженерен батальон, където командва рота. През есента на 1908 г. постъпва в Николаевската военноинженерна академия в Петербург.
През 1911 г. завършва с отличие Николаевската военноинженерна академия. Според разпределението щаб-капитан Карбишев е изпратен в 1-ва Севастополска крепостна минна рота, която тогава се занимава с укрепване на западните граници на империята, а през октомври 1912 г. е прехвърлен на разположение на началника на инженерите на Варшавската армия окръг в Брест-Литовск на длъжността командир на минна рота. [23] . И на двете длъжности той е бригадир по време на изграждането на фортовете на Брестката крепост.
Участник в Първата световна война от първия ден. Воюва в Карпатите като част от 8-ма армия на генерал А. А. Брусилов (Югозападен фронт). Бил е дивизионен инженер на 78-ма и 69-та пехотни дивизии, след това началник на инженерната служба на 22-ри финландски армейски корпус. В началото на 1915 г. той участва в щурма на крепостта Пржемисл. Ранен е в крака. За смелост е награден с орден „Света Анна“ и произведен в подполковник (1916). През 1916 г. е участник в известния Брусиловски пробив. През 1917 г. – старшина на 8-ма армия за укрепване на позициите по границата с Румъния. [24]

### Присъединяване към редиците на Червената армия
През декември 1917 г. подполковник Д. М. Карбишев се присъединява към Червената гвардия в Могильов Подолски. [25] . През март 1918 г. с група офицери от щаба на бившата 8-ма армия с големи трудности достига до Воронеж, където се присъединява към Червената армия. Участник в Гражданската война.
През април 1918 г. Д. М. Карбишев е назначен в Колегията за отбрана на страната към Главното военно-техническо управление на Червената армия. [26] . През юли 1918 г. Д. М. Карбишев е назначен за началник на отделен инженерен отдел на Севернокавказкия военен окръг. Въпреки това, той не може да стигне до мястото на служба, принуден е да остане в Царицин и участва в защитата му, изграждайки укрепления около града. От есента на 1918 г. – помощник-началник на 1-во военно-полево строителство на Източния фронт.
През пролетта на 1919 г. Д. М. Карбишев е назначен за главен ръководител на цялата отбранителна работа на Източния фронт, участва в изграждането на укрепените райони Симбирск, Самара, Саратов, Челябинск, Златоуст, Троицк, Курган; осигури пресичането на реките Уфа и Белая, началото на офанзивата срещу Сибир, проектира отбранителните структури на Уралск .
От януари 1920 г. Д. М. Карбишев е началник на Службата за военно полево строителство. Той ръководи възстановяването на железопътния мост през Иртиш в Омск, укрепва Трансбайкалския плацдарм.
През февруари 1920 г. е назначен за началник на инженерите на 5-та армия на Източния фронт. Участва във военните действия в Забайкалието срещу войските на атаман Г. М. Семенов.
През август 1920 г. М. В. Фрунзе е призован на поста заместник-началник на инженерите на Южния фронт, но по времето, когато пристига в Харков през октомври тази година, позицията вече е заета, след което той е назначен за заместник-началник на инженерите на Фронта. Ръководи изграждането на укрепления на Каховския плацдарм. През ноември 1920 г. той ръководи инженерната поддръжка на щурма на Чонгарските укрепления и Перекоп. През 1921 – 1923 г. – помощник, заместник, а след това началник на инженерите на въоръжените сили на Украйна и Крим.

### Академия на името на Фрунзе, Академия на Генштаба
През март 1923 – 1926 г. – председател на Инженерния комитет на Главното военноинженерно управление на Червената армия (тогава длъжността е преименувана на „Председател на Военнотехническия комитет на Военнотехническото управление на Червената армия“), в същото време преподава инженерство във Военната академия на Червената армия на името на М. В. Фрунзе и във Военновъздушната академия на Червената армия. Доцент (1924). От 1926 г. – главен началник на военното инженерство във Военната академия на Червената армия на името на М. В. Фрунзе. През 1929 г. участва в проектирането на укрепени райони по западните граници на Съветския съюз. През февруари 1934 г. е назначен за началник на военноинженерния отдел на Военната академия на Генералния щаб.
Бил е военно-технически консултант при създаването на диорамата „Превземането на Ростов“. [27] .
На 5 декември 1935 г. е удостоен със званието дивизионен инженер. [28] .
Панорамата „Щурм Перекоп“ е създадена през 1934 – 1940 г. от екип от художници, ръководени от М. Б. Греков, след смъртта му – Г. К. Савицки. Като консултант е привлечен академик на Художествената академия Н. С. Самокиш. Участник в щурма на Перекоп, генерал Д. М. Карбишев, е назначен за консултант от Главното политическо управление. [29] .
От 1936 г. е асистент на началника на катедрата по тактика на висшите формирования на инженерните войски на Академията на Генералния щаб на Червената армия. През 1937 г. със заповед на Народния комисар на отбраната е назначен за председател на Държавната комисия за защита на дипломните проекти на Военноинженерната академия на Червената армия. През 1938 г. завършва Висшата военна академия (Военна академия на Генералния щаб). На 23 октомври 1938 г. е утвърден за професор.
В края на 30-те години Дмитрий Карбишев вече се счита за един от най-изтъкнатите специалисти в областта на военното инженерство не само в Съветския съюз, но и в света. [15] .
През 1940 г. е удостоен със звание генерал лейтенант от инженерните войски. През 1941 г. – степента доктор на военните науки. Преди началото на Великата отечествена война той служи като старши преподавател в катедрата по тактика на висшите формирования на Висшата военна академия. „К. Е. Ворошилов“. [30] .
Карбишев притежава най-пълните изследвания и разработки за прилагане на унищожаване и бариери. Значителен е неговият принос в научното развитие на проблемите на форсирането на реки и други водни прегради. Публикувал е над 100 научни труда по военно инженерство и военна история. Неговите статии и ръководства по теория на инженерната поддръжка на битката и операциите и тактиката на инженерните войски са основните материали за обучението на командирите на Червената армия в предвоенните години.
Освен това Карбишев е виден специалист в областта на строителството, експлоатацията и възстановяването на железопътни линии, мостове, тунели, възстановяването на древни крепости и храмове, консултант на Академичния съвет по реставрационни работи в Троице-Сергиевата лавра в Сергиев Посад, научен ръководител и главен архитект на който е назначен И. В. Трофимов .
След експертното мнение на Д. М. Карбишев за Лаврата като крепост са отпуснати 6 милиона рубли за реставрация. [31] .

### Съветско-финландска война и мирен период
Участник в съветско-финландската война от 1939 – 1940 г. Като част от групата на заместник-началника на Главната военноинженерна дирекция за отбранително строителство, той разработва препоръки за войските за инженерна поддръжка за пробив на линията „Манерхайм“.
От 1940 г. – член на КПСС (б). [32] .
През 1940 г. той ръководи укрепителните работи за подобряване на цитаделата на крепостта Брест .

## Велика Отечествена война
В началото на юни 1941 г. Д. М. Карбишев е изпратен в Западния специален военен окръг, където инспектира изграждането на укрепления в 68-ми Гродненски укрепен район. Великата отечествена война го заварва в щаба на 3-та армия в Гродно. Два дни по-късно той се премества в щаба на 10-та армия. На 27 юни щабът на армията е обкръжен.
През юни 1942 г. началникът на щаба на инженерните войски на Червената армия докладва на Главното управление за формиране и комплектуване на Червената армия, че Д. М. Карбишев „в средата на юли 1941 г., облечен в цивилни дрехи, седмица преди заминаването на отряда на Голубев (командир на 10-та армия ) от обкръжението, напусна отряда в посока Смоленск“ [33] . Тази информация се потвърждава и от показанията на командира на контингента на граничната охрана Г. К. [34]
На 8 август 1941 г., докато се опитва да се измъкне от обкръжението, генерал Карбишев е сериозно поразен от снаряд в битка край река Днепър близо до село Добрейка, Могильовска област, Белоруска ССР. В безсъзнание е заловен.

### Път в концлагерите и гибел
Карбишев е държан в лагера за военнопленници Stalag-324 близо до град Остров-Мазовецка (чийто клон е в Гродно), в затвора на Гестапо в Берлин, в лагера на транзитния пункт на ROA в Бреслау, [35] , в германски концентрационни лагери: Замошч, Хамелбург, Флосенбюрг, Майданек, Аушвиц, Заксенхаузен, Маутхаузен. Многократно от администрацията на лагерите са получавани за него предложения за сътрудничество. Според офицера от SD, който ръководи Андрей Власов, служител по лична сигурност на Власов Хмиров-Долгоруки, нацистите първоначално убеждават не Власов, а Дмитрий Карбишев, православен бивш подполковник от царската армия, за когото немският е като майчин език, чиято първа съпруга е германка, да заеме поста командир на „Руската Освободителна армия“. [36] . Но нацистите записват в архивите си: [37] [38] [39]
„... Този най-голям съветски фортификатор, редовен офицер от старата руска армия, мъж на възраст над шестдесет години, се оказа фанатично предан към идеята за вярност към военния дълг и патриотизъм ... Карбишев може да се счита за безнадежден в смисъл на използване от нас като специалист по военно инженерство. И нацистката присъда през 1943 г. след две години убеждаване: [39] [40] [41]: „Изпратете в концентрационния лагер Флосенбург за тежък труд, без отстъпки за ранг и възраст.“ Въпреки възрастта си той е един от активните лидери на лагерното съпротивително движение. Той призова не само съветските, но и всички военнопленници от антихитлеристката коалиция да помнят своето отечество и да не сътрудничат на врага.
Последното място на задържане е бил концентрационният лагер Маутхаузен, разположен в община Маутхаузен на област Перг Райхсгау Горен Дунав (на немски: Reichsgau Oberdonau) на Великата германска империя (сега област Перг е част от федералната провинция на Горна Австрия на Република Австрия).
В нощта на 18 февруари 1945 г. в концентрационния лагер Маутхаузен, сред около петстотин други затворници, след брутални мъчения, той е поливан с вода в студа (температурата на въздуха е около −12 ° C) и по този начин убит. [2] [ 11] [42] [15] . Тялото на Д. М. Карбишев е изгорено в пещите на Маутхаузен.
| „ | Щом навлязохме на територията на лагера, немците ни вкараха в банята, заповядаха ни да се съблечем и да пуснат струи ледена вода върху нас отгоре. Това продължи дълго време. Всички посиняха. Мнозина паднаха на пода и веднага умряха: сърцето не издържа. Тогава ни казаха да сме само по бельо и дървени налъми на краката и ни изгониха на двора. Недалеч от мен в група руски другари стоеше генерал Карбишев. Разбрахме, че изживяваме последните часове. Няколко минути по-късно гестаповците, които стояха зад нас с пожарникарски маркучи в ръце, започнаха да ни обливат със студена вода. Тези, които се опитаха да избягат от самолета, бяха бити с бухалки по главите. Стотици хора паднаха премръзнали или със смачкани черепи. Видях как падна и генерал Карбишев. Седемдесет души оцеляха в тази трагична нощ. Защо не ни убиха, нямам представа. Трябва да са уморени и отложили за сутринта. Оказа се, че съюзническите войски се приближават до лагера. Германците избягаха в паника ... Моля ви да запишете моите показания и да ги изпратите в Русия. Смятам за свой свещен дълг да свидетелствам безпристрастно за всичко, което знам за генерал Карбишев. Ще изпълня своя малък дълг към паметта на един велик човек" | “ |

 – с тези думи на 13 февруари 1946 г. Седън де Сейнт Клер завършва разказа си пред представителя на съветската мисия за репатриране във Великобритания, който умира от последствията от това екзекуция в болница близо до Лондон. [43] . Френско-канадски офицер, майор от канадската армия Седън дьо Сейнт Клер, 13 февруари 1946 г.
Според архивите на концентрационният лагер в Маутхаузен, Седон дьо Сен Клер пристига в лагера на 26 февруари 1945 г., така че не може да е бил очевидец на смъртта на генерал Карбишев. [44] .
| „ | На 21 февруари 1945 г. пристигнах в концлагера Маутхаузен с група от 12 пленени офицери. При пристигането си в лагера разбрах, че на 17 февруари група от 400 души беше отделена от общата маса затворници, където се озова и генерал-лейтенант Карбишев. Тези 400 души бяха съблечени голи и оставени да стоят на улицата; тези с лошо здраве умряха и незабавно бяха изпратени в камината на крематориума на лагера, докато останалите бяха закарани с бухалки под студен душ. До 12 часа сутринта тази екзекуция се повтаря няколко пъти. В 12 часа сутринта, по време на друга такава екзекуция, другарят Карбишев се отклони от натиска на студена вода и беше убит с палка по главата. Бивш военнопленник подполковник Сорокин. | “ |

 Тялото на Карбишев е изгорено в крематориума на лагера.
Официалната версия се придържа към позицията, че на 18 февруари 1945 г. в Маутхаузен група затворници, заедно с Карбишев, са били поливани със студена вода при 12-градусов студ, след което 64-годишният генерал не оцелява.

## Личен живот
Женен е два пъти. С първата си съпруга Алиса Карловна Троянович (1874 – 1913), от немски произход, се запознава във Владивосток, където тя е омъжена за друг офицер. След шест години брак с Дмитрий Михайлович, тя трагично загива през 1913 г. (злополука, както се вижда от погребението ѝ в гробище, където не са погребвали самоубийци). Погребана е в Беларус, Брест, на Тришинското гробище. [45] .
На същото място, в Беларус, през 1916 г. Дмитрий Михайлович се жени за милосърдната сестра Лидия Василиевна Опацкая (1891 – 1976), която го изнася, ранен в крака, под силен вражески огън от руините на укрепленията на крепостта „Пшемисл“. Тогава Л. В. Опацкая, която е сестра на лейтенант Опацки, другар и колега на Карбишев, последва Дмитрий Михайлович в болница в Беларус. В този брак са родени три деца – Елена (1919 – 2006), Татяна (1926 – 2003) и Алексей (1929 – 1988). [46] [47] .
Най-голямата дъщеря Елена следва стъпките на баща си и става военен инженер [48] и е наградена с ордени и медали за работата си. [49] . Татяна работи като икономист, а Алексей получава докторска степен по икономика и ръководи отдел в Московския финансов институт. [47] [50] .

## Награди и звания

### Държавни награди на Руската империя
- Орден „Св. Владимир“ 4-та степен с мечове и ленти (2 септември 1904 г.);[6]
- Орден „Св. Станислав“ 3-та степен с ленти (4 ноември 1904 г.);[6]
- Орден „Св. Станислав“ 2-ра степени с мечове (20 февруари 1905 г.);[6]
- Орден „Св. Анна“ от 4-та степен за носене на лично оръжие на дръжката (не по-рано от 27.03.1905 г.);[6]
- Орден „Св. Анна“ 3-та степен с мечове и лък (2 януари 1905 г.);[6]
- Орден „Св. Анна“ 2-ра степени с мечове (13 юни 1915 г.).[6]
- Три други медала.

### Съветски държавни награди и звания
- Герой на Съветския съюз (16 август 1946 г., посмъртно);[6]
- Орден „Ленин“ (16 август 1946 г., посмъртно);[6]
- Орден на Червеното знаме (28 ноември 1940 г.);[6]
- Орден на Червената звезда (22 февруари 1938 г.) [11] .
- Юбилеен медал „XX години на работническо-селската червена армия“ (22 февруари 1938 г.).[6]

Д. М. Карбишев е награден два пъти със златен часовник, включително часовник с надпис: „На червения борец на социалистическата революция от Всеруския централен изпълнителен комитет“ (1919 г.) и от Революционния военен съвет на СССР (1934 г.) Той е избран за почетен войник на 4-ти примерен сапьорен батальон като ветеран от гражданската война, който предоставя специални услуги на Червената армия на работниците и селяните.

## Големи укрепителни проекти
- 1913 г. – участие в разработването на проекта за изграждане на втория пръстен от отбранителни укрепления на Брестката крепост и неговото изпълнение
- 1917 г. – участие в разработването на проект за укрепване на позициите на руските войски на границата с Румъния и неговото изпълнение
- 1919 г. – осъществяване на висшето ръководство при планирането и провеждането на цялата отбранителна работа на Източния фронт на Червената армия по време на Гражданската война (срещу войските на адмирал Александър Колчак), по-специално ръководство: изграждането на Симбирск, Самара, Саратов, Челябинск, Златоуст, Троицки, Кургански укрепени райони на Червената армия; осигуряване на форсирането на реките Уфа и Белая от Червената армия на работниците и селяните по време на Уфимската операция и началото на настъплението на войските на М. В. Фрунзе към Сибир; проектиране на укрепления на Уралск
- 1920 г. – ръководство на проектирането и инженерните работи за възстановяване на железопътния мост през Иртиш в Омск, след това за укрепване на Транс байкалския плацдарм на войските на Червената армия, напредващи към Далечния изток
- 1920 г. – ръководство на проектирането и изграждането на отбранителни укрепления на предмостието Каховка, след което осигуряване на нападението на укрепленията Чонгар и Перекоп
- 1929 г. – основно участие в проектирането на отбранителни структури по западната граница на Съветския съюз (линия „Молотов“)
- 1940 г. – основното участие в осигуряването на пробива на линията „Манерхайм“ от съветските войски по време на съветско-финландската война (1939 – 1940 г.); управление на укрепителните работи за подобряване на цитаделата на крепостта Брест.

## Основни научни трудове
- Влиянието на условията на борбата върху формите и принципите на укреплението. Армия и революция, Харков, 1921. – № 1, 2 – 3, 4 – 5.
- Образцово разузнаване на бреговете на реката. Волга отбранително. Исторически пример за гражданска война. Изд. ГВИУ РККА, 1922 г.
- Военната техника през световната война. Военни известия, 1924. – № 28 – С. 65 – 72.
- Инженерна подготовка на границите на СССР. Книга. 1, 1924 г.
- Инженерно разузнаване. Война и революция , 1928. – № 1. – С. 86.
- Разрушения. Война и революция, 1929. – № 9. – С. 51—-67; № 10 – С. 16 – 37.
- Отбранителна работа в защитата на транспорта. 1930 150 стр. изд. Транспринти на НКПС. Препоръчва се от Центъра за защита на железниците.
- Разрушение и бариери. Става с И. Киселев и И. Маслов. – М .: Държава. военни изд., 1931. – 184 с.
- Защита на Порт Артур. Изд. Военна академия на Червената армия. 1933 г.
- Разрушение и бариери. Техника за младежта, 1938. – № 8. – С. 10 – 12.
- SD отбранителна инженерна поддръжка. Изд. Военна академия на Червената армия. М. В. Фрунзе, 1937 г.
- Инженерно осигуряване на настъпателна операция. Изд. Академия на Генералния щаб на Червената армия. полза. 1937 г.
- Инженерно осигуряване на отбранителната операция. Изд. Академия на Генералния щаб на Червената армия. полза. 1938 г.
- Инженерно осигуряване на бойните действия на стрелковите формирования. Ч. 1 – 2, 1939 – 1940.

## Паметници
- Паметник на генерал Д. М. Карбишев на територията на бившия концентрационен лагер Маутхаузен, Австрия.
- На входа на мемориала на мястото на лагера Маутхаузен
- В началото на булевард Карбишев в Москва
- В Санкт Петербург
- Във Владивосток
- В Казан
- В Каменск-Шахтински
- В Первоуралск
- В Самара
- В село Сосновка, Кормиловски район, Омска област
- До Толиати
- В Тюмен
- В близост до средно училище номер 48 на име. Д. М. Карбишева
- Тюменско висше военно инженерно командно училище. Маршал на инженерните войски А. И. Прошляков
- През 2019 г. е открит мемориал на името на Героя на Съветския съюз Дмитрий Карбишев, който включва: паметник, стена на паметта, алея „Инженерни войски на Русия“, два входни пилона и „алея на възпитаниците“ на Тюмен Висше военноинженерно командно училище. Маршал на инженерните войски А. И. Прошляков
- В Уляновск
- В Киев, близо до средно училище № 2 на името на. Д. М. Карбишева. На паметника има надпис на украински: „На генерал Карбишев – млади карбишевци“. Също така на входа на училището е поставена паметна плоча, на която се казва, че училището носи името на Д. М. Карбишев и е гравиран медалът „Златна звезда“.
- В Херсон
- В Алапаевск
- В Курган
- През октомври 2021 г. в Усурийск е открит мемориален камък. [61] .

### Бюстове
- Бюст на генерал Д. М. Карбишев в Нахабино край Москва
- Във Волжски
- Във Воронеж (близо до училище № 4, по булевард Пионер) [62]
- В Курган
- В близост до средно училище № 36 (ул. Станционная, 44) е открито на 24 май 1974 г., скулптор: С. А. Голощапов
- В близост до интернат №17 им. Д. М. Karbysheva OJSC „RZD“ (ул. Karbysheva 56), открит на 6 май 1975 г., скулптор: А. аз Козирев, архитект: Б. А. Воропай
- В Кстово, на територията на 210-ия междувидов регионален център за обучение на инженерни войски за подготовка на младши специалисти
- В Остров, на територията на 47-ми междувидов регионален център за обучение на инженерната служба на РВСН .
- В село Нахабино, Московска област, в парка, кръстен на него.
- В Омск [63] [64] (два бюста: в парка на името на Карбишев и в двора на училище № 90, улица Омская)
- В Санкт Петербург на територията на Пушкинското висше военно строително училище (от 2012 г. на територията на Първи граничен кадетски корпус на ФСБ на Русия)
- В Могильов (Беларус), на територията на 188-ма гвардейска Новгородска червенознаменна ордена на Суворов и Кутузов инженерна бригада II степен.
- В Саратов, в двора на училище номер 75.
- В град Гродно (Беларус), на територията на средно училище № 15.

### Паметни плочи
- В Маутхаузен. Тази паметна плоча е монтирана на мястото на смъртта на Д. М. Карбишев. Укрепен е на т.нар. „стена на плача“ (вътрешната стена на лагера близо до главната порта, където обикновено се подреждат новопристигналите затворници). Смъртта на генерала е описана на него на руски и немски език по следния начин: „В нощта на 17 срещу 18 февруари 1945 г., след жестоки мъчения, германските фашисти изведоха генерал Карбишев на студа, съблякоха му всичките дрехи и го изсипаха. студена вода над него, докато тялото на генерала не се превърна в стълб от лед. Трупът на генерала е изгорен от нацистите в пещите на Маутхаузен. Надпис: „Изтезанията и издевателствата не сломяват волята на пламенния борец за освобождението на народите по света от фашисткото иго. Генерал Карбишев загина геройски“;

## В искуството
- Подвигу Д. М. Стихотворение, посветено на Карбишев С. А. Василиева „Достойнство“;
- Решин Е. Г., комисар на полевия отдел на Червената армия, ръководен от Карбишев през 1918 г. Генерал Карбишев: Документ. разказ.-4 изд., Исир.-М.: ДОСААФ, 1987.-317 с., ил. + 16 с. аз ще.
- Измислена биография на Карбишев е романът „Чест“ на Юрий Пиляр, който също е бил затворник в Маутхаузен;
- Животът на генерал Карбишев е описан в романа на С. Н. Голубов „Да свалим шапки, другари“;
- През 1975 г. режисьорът Юрий Чулюкин заснема игрален филм „Родината на войниците“ (Мосфилм), който разказва за живота и подвизите на Д. М. Карбишев; [65]
- На 22 юни 2012 г. Омският музикален театър е домакин на премиерата на героичния балет „Карбишев“ по музика на Дмитрий Шостакович;
- Генерал Карбишев, като исторически персонаж, присъства в пиесата на Марк Захаров „Диктатурата на съвестта“, той е изигран от Виктор Проскурин, Николай Караченцов. [66] .
- На биографията на Карбишев е посветен документално-игралният филм „Несломен“ (2021).

## Във филателията
Издадени са пощенска марка и пощенски пликове, посветени на Д. М. Карбишев.